# 梅斯利克 (肯塔基州)
梅斯利克（英語：Mays Lick）是位於美國肯塔基州梅森縣的一個人口普查指定地區。

## 人口
根據2020年美國人口普查的數據，梅斯利克的面積為1.66平方千米，當中陸地面積為1.65平方千米，而水域面積為0.01平方千米。當地共有人口252人，而人口密度為每平方千米151.81人。